# Липофобия
Липофо́бия — избегание жирной пищи, разновидность нервной орторексии.
Выражение появилось в Соединённых Штатах во времена начала «национального расстройства пищевого поведения», когда в 1977 году Комитетом Сената США по вопросам питания были объявлены главные принципы в области питания.
Липофобия, являющаяся следствием идеалов красоты, навязанных модельной индустрией, считается важным фактором, влияющим на распространение патологических пищевых заболеваний (расстройств пищевого поведения) в западном мире, в основном среди молодых девушек. В то же время распространение подобных поведенческих шаблонов наблюдается также в азиатских и европейских странах.
Рост липофобии наблюдается в высокоразвитых обществах, в противоположность традиционному обществу, в котором преобладает липофилия. Распространение липофобии идёт по трём основным направлениям: медицина и здоровье, мода и эстетика тела, потребление пищи и пищевые привычки.  